# The Electric Alarm
The Electric Alarm è un cortometraggio muto del 1915 diretto da Tod Browning.

## Produzione
Il film fu prodotto da H.E. Aitken per la Majestic Motion Picture Company.

## Distribuzione
Distribuito dalla Mutual Film, il film uscì nelle sale cinematografiche USA il 18 maggio 1915.